# Collection Fortepan
La collection Fortepan (en hongrois : Fortepan gyűjtemény) rassemble des photographies prises entre 1900 et 1990, à Budapest et dans le reste de la Hongrie. Sous licence Creative Commons, celles-ci sont librement accessibles sur un site dédié. Cette collection constitue une base de plusieurs dizaines de milliers de données sur l'histoire hongroise contemporaine. Le nom Fortepan est issu de la marque de pellicule Forte originaire de Vác. 